# Carl Ap Rhys Pryce
General Carl Ap Rhys Pryce fue un militar galés que participó en la Rebelión de Baja California. 

## Ejército Británico
Pryce contaba con una extensa experiencia en el Ejército Británico, participando en campañas en Sudáfrica. En 1911, él era policía montado en Canadá, pero se unió a la lucha revolucionaria en México. 

## Rebelión de Baja California
Pryce participó en la Rebelión de Baja California en 1911, donde tras la muerte de William Stanley, personaje que trató de buscar fama y enfrentarse a un contingente federal, encontrándose con fuerzas del coronel Miguel Mayol y que por consecuencia murió de un balazo que recibió en la cabeza; Pryce entonces fue nombrado Comandante de la Legión Extranjera o Americana por la Junta Organizadora del Partido Liberal Mexicano. Desde entonces todos los puestos de importancia de la expedición magonista fueron ocupados por extranjeros. El gobierno mexicano le imputó los delitos de asesinato e incendio a propiedades públicas después de la Batalla de Tijuana. En 1912, protagonizó una película que reconstruyó las batallas importantes de la revolución de Baja California.

## Reingreso al Ejército Británico
Pryce volvió a Canadá y reingresó a ese ejército, en donde realizó diversos servicios y consiguió muchas medallas por su participación en la Primera Guerra Mundial hasta que pidió más adelante ser transferido al Ejército Británico. Se encuentran datos de Pryce en la oficina de expedientes del ejército británico hasta 1925, después de esto, no se sabe nada de él.